# Waddinxveen Noord vasútállomás
Waddinxveen Noord vasútállomás vasútállomás Hollandiában, Waddinxveen községben,  településen.

## Vasútvonalak
Az állomást az alábbi vasútvonalak érintik:
- Gouda-Alphen aan den Rijn-vasútvonal

## Kapcsolódó állomások
A vasútállomáshoz az alábbi állomások vannak a legközelebb:
- Boskoop Snijdelwijk railway station
- Waddinxveen vasútállomás